# Abdel-Karim El Haouari
Abdel-Karim El Haouari (arabiska: عبد الكريم الهواري), född 19 december 1993, är en marockansk fäktare som tävlar i värja.

## Karriär
Vid afrikanska mästerskapen 2012 i Casablanca tog El Haouari brons i lagtävlingen i värja. Vid olympiska sommarspelen 2012 i London blev han utslagen i sextondelsfinalen i värja av norske Bartosz Piasecki. Vid afrikanska mästerskapen 2013 i Kapstaden tog El Haouari brons individuellt samt silver i lagtävlingen i värja. Vid afrikanska mästerskapen 2014 i Kairo tog han återigen brons individuellt samt silver i lagtävlingen i värja. Vid afrikanska mästerskapen 2015 i Kairo tog El Haouari silver i lagtävlingen i värja. Vid afrikanska mästerskapen 2017 i Kairo tog han återigen silver i lagtävlingen i värja.
Vid afrikanska mästerskapen 2019 i Bamako tog El Haouari guld i lagtävlingen i värja. Vid afrikanska mästerskapen 2022 i Casablanca tog han silver i lagtävlingen i värja. Vid afrikanska mästerskapen 2023 i Kairo tog El Haouari brons individuellt samt silver i lagtävlingen i värja. Vid afrikanska mästerskapen 2024 i Casablanca tog han silver i lagtävlingen i värja.